# スウェーデン系カナダ人
スウェーデン系カナダ（英語：Swedish Canadian）は、スウェーデン出身者かその子孫で、カナダの国籍を持つ者のこと。2006年時点で、スウェーデン系カナダ人の人口は334,765人を数える。

## 歴史
19世紀後半から20世紀前半にかけて、多くのスウェーデン人がカナダ移民として移住した。移民の多くはストックホルム、ノールランドから来ている。

## 州別に見たスウェーデン系カナダ人
スウェーデン系カナダ人の多い州:
| 1 | ブリティッシュコロンビア州 | 104,020 |
| 2 | アルバータ州               | 93,810  |
| 3 | オンタリオ州               | 67,240  |
| 4 | サスカチュワン州           | 33,135  |
| 5 | マニトバ州                 | 21,825  |

## 著名なスウェーデン系カナダ人
- マリン・アッカーマン：女優
- トリシア・エルファー：女優
- ヘイデン・クリステンセン：俳優